# جووانی مارینی
جووانی مارینی (به ایتالیایی: Giovanna Marini؛ ‏ ۱۹ ژانویهٔ ۱۹۳۷ – ۸ مهٔ ۲۰۲۴) خواننده، موسیقی‌دان و پژوهش‌گر موسیقی‌شناسی قومی اهل ایتالیا بود. در طول دوران حرفه‌ای‌اش، مارینی ترانه‌های اعتراضی بسیاری نوشت (بسیاری از آن‌ها توسط همکار موسیقی‌اش، پائولو پیترانجلی، اجرا شدند) و به موضوعاتی چون عدالت اجتماعی، که مشخصهٔ اعتراضات ۱۹۶۸ ایتالیا بود، و دیگر مسائل سیاسی پرداخت.
مارینی در دههٔ ۱۹۷۰ «مدرسهٔ موسیقی مردمی تستاچو» را بنیان‌گذاری کرد. او قطعات زیادی برای سینما و تئاتر نوشت.
از سال ۱۹۹۱ تا ۲۰۰۲ در دانشگاه ونسن (پاریس-۸)، موسیقی‌شناسی قومی تدریس می‌کرد.
مارینی در ۸ مه ۲۰۲۴ در رم و در سن ۸۷ سالگی در رم، ایتالیا درگذشت. پس از مرگش، از او به‌عنوان «صدای موسیقی فولکلور ایتالیا» و «جون بایز ایتالیایی» یاد شد.
از جمله فیلم‌ها یا مجموعه‌های تلویزیونی‌ای که وی در آن‌ها نقش داشته است، می‌توان به مظنون و کافه اکسپرس اشاره کرد.